# Mare de Déu de la Pietat d'Erols

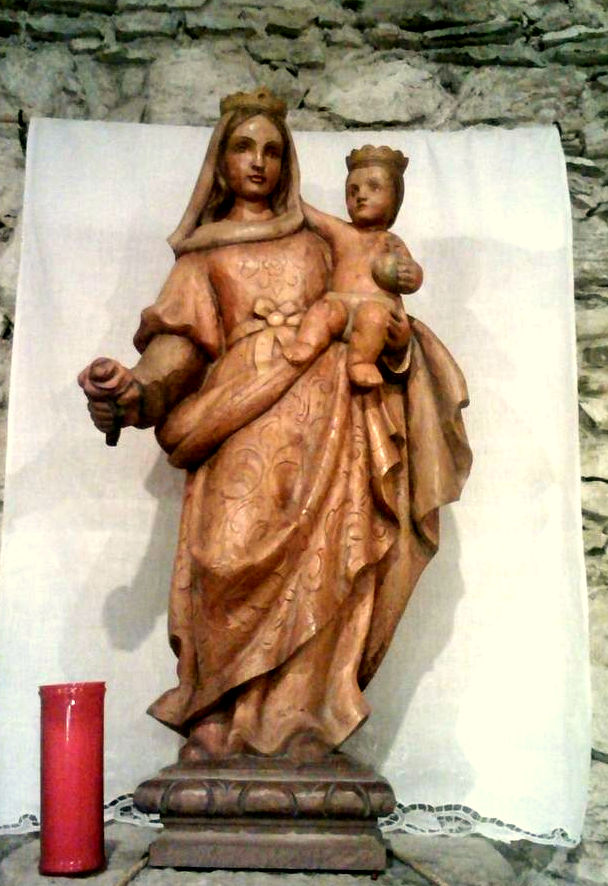
Mare de Déu d'Erols

Mare de Déu de la Pietat d'Erols és l'església parroquial d'Erols, al municipi de Llambilles (Gironès), inclosa a l'Inventari del Patrimoni Arquitectònic de Catalunya.

## Descripció
És una petita esglesiola d'una sola nau amb finestres quadrades als costats laterals i un ull de bou a la façana principal, coronada per un campanar d'espadanya. Aquest edifici està precedit per un porxo de dimensions considerables. Els materials constructius són bàsicament la pedra, la teula i la fusta.

## Història
L'església i santuari de la Mare de Déu de la Pietat, situada al veïnat d'Erols al nord del terme de Llambilles, té l'origen probablement al segle xii. En el curs de les obres de restauració realitzades al principi dels anys 80 va aparèixer l'ara primitiva, que torna a servir d'altar. Fou beneïda el 9 de setembre de 1979 pel bisbe de Girona i s'entronitzà una nova imatge mariana de l'escultor Modest Fluvià basada en l'antiga. Cada 8 de setembre s'hi celebra un aplec. Té uns Goigs dedicats escrits per mn. Gironès el 1949 i uns altres de més nous escrits per mn. Andreu Soler i musicats per mn. Frederic Pujol.